# علي بن يحيى السلكسيني الجاديري التلمساني
أبو الحسن علي بن يحيى السلكسيني الجاديري التلمساني عالم دين مسلم من علماء تلمسان في القرن العاشر الهجري، القرن السادس عشر ميلادي. ولد قبل سنة 910 هـ 1504 م. كان يسكن «أجادير» وهي تلمسان السفلى ولذلك عُرف بالجاديري.

## شيوخه
ذكر من شيوخه ثلاثة من أعلام القرن العاشر الهجري وهم:
- محمد شقرون بن أحمد بن أبي جمعة الوهراني الفاسي (توفي سنة 929 هـ 1523 م):[4][5] ولد بوهران ثم ارتحل إلى فاس مع أبيه[6] وأقام بها إلى أن توفي. أبوه أحمد بن أبي جمعة الوهراني صاحب الفتوى الشهيرة لمسلمي الأندلس وجده أبو جمعة بن الإمام محمد بن عمر الهواري عالم وهران وو إمامها.[7][8]
- محمد بن موسى الوجديجي  (توفي بعد 930 هـ 1524 م):[9] من علماء تلمسان. أدرك الإمام السنوسي وابن زكري.
- أحمد بن ملوكة الندرومي التلمساني (توفي حوالي 945 هـ 1538 م):[10] من علماء تلمسان في آخر العهد الزياني. عاصر بداية العهد العثماني ودخول عروج بربروس إلى تلمسان.

## تلاميذه
- ابنه عاشور بن علي (توفي 1014 هـ  1605 م):[11] محمد عاشور بن علي بن يحيى السلكسيني. من فقهاء تلمسان. كان خطيبا وشاعرا.
- ابن مريم التلمساني ( توفي بعد 1025 هـ 1616 م):[12] أبو عبد الله محمد بن محمد بن أحمد الشريف المليتي المديوني التلمساني. من أعلام تلمسان وكبار علماءها ببدايات القرن الحادي عشر الهجري السابع عشر ميلادي، صاحب كتاب البستان.
- سعيد المقري (928 هـ 1522 م –  توفي بعد 1011 هـ 1603 م):[13] أبو عثمان سعيد بن أحمد المقري. مفتي تلمسان وخطيب الجامع الأعظم لأكثر من أربعين سنة. عمّ أبي العباس المقري صاحب نفح الطيب.
- محمد بن العباس الصغير (توفي 1011 هـ 1603 م):[14] حفيد الإمام محمد بن العباس التلمساني أو حفيد ابنه أبي عبد الله بن العباس. من علماء تلمسان. الإمام العالم الفقيه،  له قدم في المعقول والمنقول .
- عبد الرحمن بن موسى (929 هـ 1523 م – 1011 هـ 1603 م):[15] عبد الرحمن بن محمد بن محمد بن موسى الوجديجي، كان من علماء تلمسان وفقهاءها مثل أبيه وجده من قبل . كان شاعراً مجيدا. شارك في حصار المرسى الكبير ومعارك وهران مع حسن باشا وله قصائد في ذلك.
- حدو بن الحاج محمد بن سعيد اليبدري (توفي 998 هـ   1590 م):[16] من علماء تلمسان. كان عالما بالقراءات والعربية والنحو والفقه .
- محمد بن محمد بن الحاج محمد بن سعيد اليبدري (توفي 964 هـ  1557 م):[17] المدعو أمزيان. من علماء تلمسان. توفي شابا.
- حدادة بن محمد بن الحاج محمد بن سعيد اليبدري (توفي 1008 هـ  1600 م):[18] من علماء تلمسان. توفي في البحر حاجا ودفن في جربة .
- محمد بن عبد الله بن الحاج محمد بن سعيد اليبدري (توفي1009 هـ  1601 م):[17] المدعو امقران. من علماء تلمسان. تخصص في عدة فنون .
- محمد بن رحمة التلمساني (توفي 1001 هـ  1593 م):[19] محمد بن عبد الله بن عبد الرحمن المطغري الجادري التلمساني. من فقهاء تلمسان وأولياءها.
- محمد الأدغم السويدي (توفي 980 هـ  1572 م):[20] محمد بن محمد بن عبد الرحمن السويدي. كان فقيها صوفيا محدثا نحويا.
- أحمد أبركان الزكوطي:[21] أبو العباس أحمد بن عيسى الورنيدي الزكوطي المدعو أبركان . من فقهاء تلمسان وأعيانها.
- محمد بن علي بن رحو الزكوطي (توفي 990 هـ  1582 م):[22]  من فقهاء تلمسان. كان فقيها ونحويا.
- أحمد بن الجوهرة الوجدي.[3]
- أحمد أعراب بن سهلة الراشدي.[3]
- موسى بن أبي عمران.[3]
- علي بن عبد الرحمن العطافي.[3]

## مكانته العلمية
ولد الإمام السلكسيني نهاية العصر الذهبي لعلماء تلمسان. وكان شيوخه من تلاميذ كبار علماء تلمسان، فكان بذلك واسطة وصل بين تلاميذه وعلماء العصر الذهبي. ووصفه ابن مريم بأنه كان دائم الاشتغال بتدريس العلم لطلبته الذين كانوا يلازمونه دائما ، حتى في طريقه إلى بستانه بحوز «الصفصيف» أو أثناء اشتغاله بالفلاحة وخدمة الأرض أو أثناء صعوده لصومعة المسجد للآذان. ويدل هذا على كثرة تلاميذه وحرصه على تدريسهم. وكان من تلاميذه أعلام كثيرون من بعده،  مثل ابن مريم صاحب البستان. وكان منهم أيضا من هم من أبناء العلماء وأسر العلم المعروفة بتلمسان مثل سعيد المقري ومحمد بن العباس الصغير العبادي وعبد الرحمن بن موسى الوجديجي وأربعة من أبناء وأحفاد الشيخ الحاج بن سعيد الورنيدي اليبدري التلمساني مما يدل على أن السلكسيني كان من كبار علماء تلمسان بوقته.

## أسرته
- ابنه  محمد عاشور بن علي (توفي 1014 هـ  1605 م):[11] محمد عاشور بن علي بن يحيى السلكسيني الجاديري التلمساني. توفي بعد اثنين وأربعين سنة من وفاة أبيه.

## وفاته
توفي في الثاني والعشرين من رجب سنة 972 هـ الموافق للثالث والعشرين من فبراير سنة 1565 م.